# Teuchocnemis lituratus
Teuchocnemis lituratus är en tvåvingeart som först beskrevs av Friedrich Hermann Loew 1863.  Teuchocnemis lituratus ingår i släktet Teuchocnemis och familjen blomflugor. Inga underarter finns listade i Catalogue of Life.